# Поляков, Борис Петрович
Борис Петрович Поляков (1883—1956) — полковник, участник Первой мировой войны.

## Биография
Родился 1 ноября 1883 года. Образование получил в Орловском Бахтина кадетском корпусе, по окончании которого 1 сентября 1901 года был принят в Константиновское артиллерийское училище.
Выпущен 21 мая 1904 года подпоручиком в 6-ю Восточно-Сибирскую артиллерийскую бригаду и сразу по прибытии принял участие в русско-японской войне, был ранен и контужен, получил несколько боевых орденов.
По окончании войны Поляков был зачислен в гвардейскую артиллерию и 10 августа 1906 года был произведён в поручики гвардии. В 1909 году успешно сдал вступительные экзамены в Николаевскую академию Генерального штаба, которую окончил в 1911 году по 1-му разряду, причём за успехи в науках был произведён в капитаны (со старшинством от 10 августа 1910 года).
Для прохождения служебного ценза Поляков с 20 ноября 1911 года был прикомандирован к лейб-гвардии Павловскому полку, где до 20 ноября 1913 года командовал ротой. 26 ноября 1913 года назначен старшим адъютантом штаба 49-й пехотной дивизии и на этой должности встретил начало Первой мировой войны. Сражался против австрийцев в Галиции и за боевые отличия произведён в капитаны. К февралю 1915 года был обер-офицером для поручений при штабе 28-го армейского корпуса.
Высочайшим приказом от 24 февраля 1915 года Поляков был удостоен Георгиевского оружия
За то, что лично разработал, тщательно продумал и организовал возложенную на дивизию трудновыполнимую задачу — энергичным натиском на главный Карпатский хребет, сильно занятый и укреплённый противником, отрезать ему путь к отступлению. Во время боёв 6—10 ноября 1914 г., неоднократно подвергая свою жизнь явной опасности, в полной мере содействовал в достижении поставленной дивизии цели, увенчавшейся полным успехом.
Высочайшим приказом от 24 апреля 1915 года Поляков был награждён орденом св. Георгия 4-й степени
За то, что 29 августа 1914 г., будучи старшим адъютантом штаба 49-й пехотной дивизии и исполняя обязанности начальника штаба, в критическую минуту боя, когда под давлением превосходного в силах противника части пришли в расстройство, подвергая свою жизнь опасности, принял решительные меры к восстановлению порядка, которые привели к поражению противника и способствовали решительному успеху отряда.
Вскоре он был произведён в подполковники (со старшинством от 29 августа 1914 года) и далее получил чин полковника (со старшинством от 29 августа 1915 года). 3 декабря 1915 года назначен старшим адъютантом отделения генерал-квартирмейстера штаба 11-й армии, с 18 ноября 1916 года занимал должность помощника начальника управления военного воздушного флота. 21 сентября 1917 года назначен штаб-офицером, заведующим обучающимися в Николаевской военной академии офицерами.
После Октябрьской революции вступил в Красную армию, был прикомандирован к штабу Северного фронта. В декабре 1918 года был арестован ЧК, однако 1 февраля 1919 года освобождён после личного вмешательства В. И. Ленина и вновь вернулся на службу в РККА.
Летом 1919 года Поляков перебежал к белым, служил в Северо-Западной армии. После поражения белых армий эмигрировал в Германию, в 1922 году проживал в Берлине.
Скончался 8 марта 1956 года.

## Награды
Среди прочих наград Поляков имел ордена:
- Орден Святой Анны 4-й степени (1904 год)
- Орден Святого Станислава 3-й степени с мечами и бантом (1904 год)
- Орден Святой Анны 3-й степени с мечами и бантом (1904 год)
- Орден Святого Станислава 2-й степени с мечами (1905 год)
- Орден Святого Владимира 4-й степени с мечами и бантом (1907 год)
- Георгиевское оружие (24 февраля 1915 года)
- Орден Святого Георгия 4-й степени (24 апреля 1915 года)